# François van Ryhove

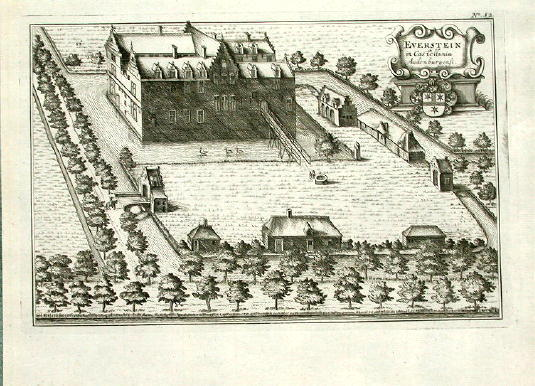
Kasteel Everstein getekend door Antonius Sanderus in Flandria Illustrata

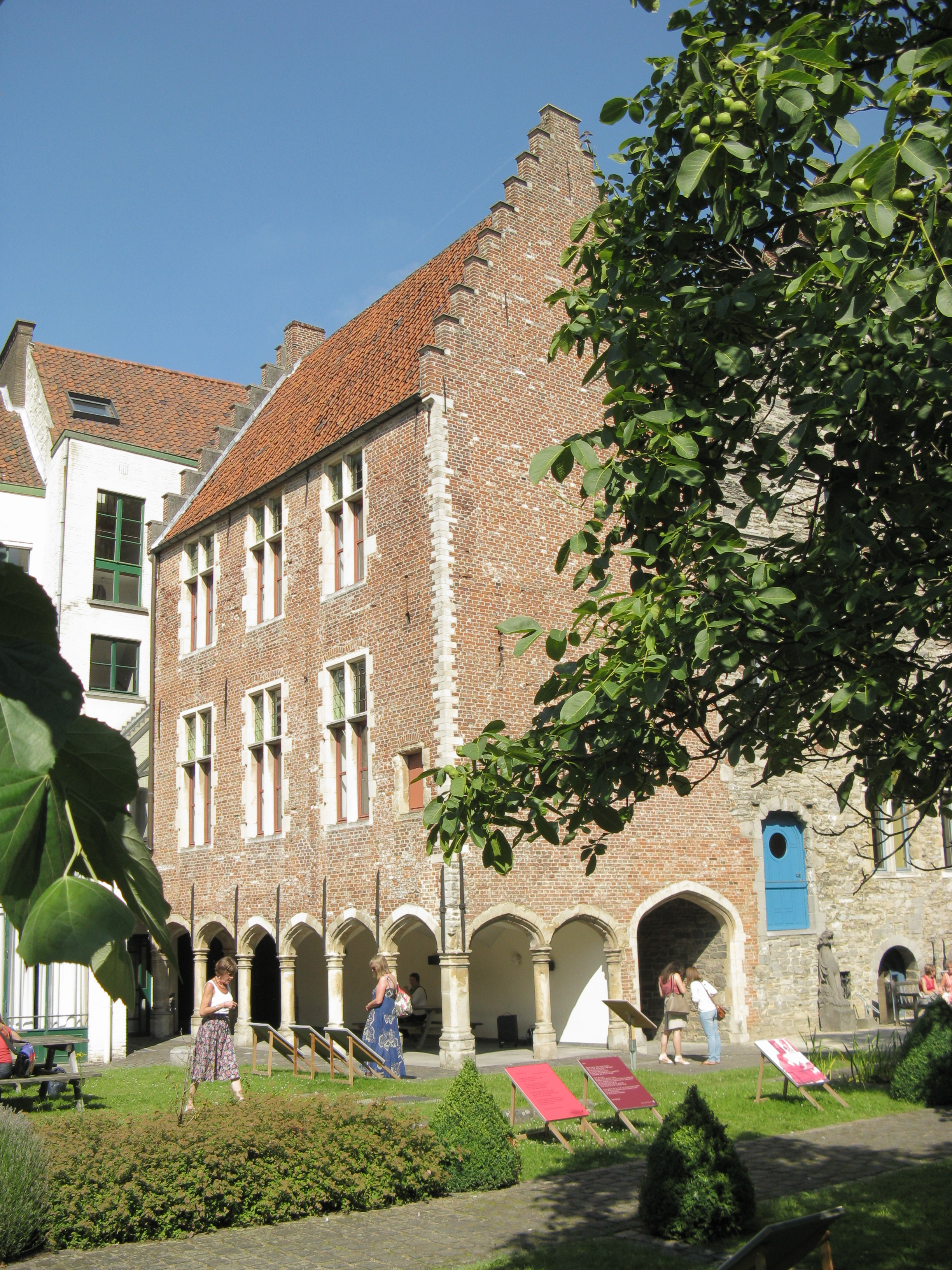
Het Hof van Ryhove, eigendom van François de la Kethulle

François de la Kethulle van Ryhove (Wondelgem, 1531 - (waarschijnlijk) Utrecht, 15 juni 1585) was baljuw van Dendermonde, heer van Ryhove en Vlaams volksleider.

## Levensloop
François de la Kethulle de Ryhove werd geboren in het nu verdwenen kasteel Everstein in Wondelgem, als tweede zoon van Philippus van de Kethulle (†1545), heer van Assche en Haverie, eerste schepen van Gent, en van Françoise de Deurnagele (†1574). Hij trad in eerste huwelijk met Suzanna van den Haute, met wie hij vier kinderen had: Philippe, Louis, Jeanne, Catherine. Zijn tweede vrouw heette Isabeau de Preudhomme.
Hij was een trouw aanhanger van Willem van Oranje en neigde naar een gematigde vorm van calvinisme. 
Over zijn jeugdjaren is weinig bekend, tenzij dat hij een tijd in Duitsland verbleef. Zelf zegde hij in de Apologia, die hij in 1585 schreef, dat hij in zijn jeugd een avontuurlijk leven had geleid. Hij trad voor het eerst in de openbaarheid toen hij in 1576 door de Staten van Vlaanderen met de opdracht werd belast te gaan onderhandelen in Dendermonde met kolonel de Polweiler, die het bevel voerde over Duitse huurlingen in Spaanse dienst, aan wie vele maanden soldij verschuldigd was en van wie kon gevreesd worden dat ze de stad zouden plunderen. Hij slaagde erin de huurlingen tevreden te stellen met een gedeeltelijke betaling, waarna ze naar Duitsland vertrokken. Hij kon ook nog een paar andere muiterijen verhinderen en als dank benoemden de Staten hem tot grootbaljuw van Dendermonde.

## Calvinistische republiek
In 1577 trad hij op de voorgrond. Samen met Jan van Hembyse, broer van een van zijn schoonbroers, nam hij het heft in handen om een calvinistische Gentse Republiek tot stand te brengen. Daarbij werd onder meer de hertog van Aarschot gevangengenomen. Deze was door de Staten-Generaal tot gouverneur van Vlaanderen benoemd en toen hij Gent bezocht, zorgden beide samenzweerders er voor dat het volk tegen hem in oproer kwam. Van Ryhove had eerst in Antwerpen Willem van Oranje ontmoet, die hem aarzelend zijn akkoord had betuigd.
Van Ryhove ging persoonlijk Van Aarschot arresteren en vervolgens werd een aantal prominenten in de stad in hechtenis geplaatst, met inbegrip van de bisschoppen van Ieper en van Brugge. In eerste instantie werden ze met enige voorkomendheid vastgehouden in het 'Hof van Ryhoven'. Van Ryhove, zoals hij later verklaarde, beheerste de straat door een driehonderd 'vagebonden' te betalen en te wapenen.
De twee kompanen namen vervolgens de leiding van de antikatholieke factie. Op 1 november 1577 werd, naar Noord-Nederlands voorbeeld, een 'Raad van XVIII' opgericht, die de stad moest leiden. Op 10 november werd Van Aarschot in vrijheid gesteld, terwijl de overigen in de gevangenis bleven en naar Dendermonde werden gevoerd. Ze kwamen pas twee jaar later vrij, mits de betaling van aanzienlijke losgelden. 
Op 29 november 1577 bezocht Willem van Oranje de stad Gent en werd er met groot vertoon ontvangen. Hij zat de vernieuwing van het stadsbestuur voor en Van Hembyse werd tot voorschepen benoemd.
Van Ryhove wilde nu ook de andere steden in Vlaanderen veroveren, te beginnen met Brugge. Samen met zijn oudere broer, Willem van der Kethulle, heer van Assche, vertrok hij nachtelijk met een klein leger dat op 19 maart 1578 voor de Kruispoort kwam. De commandant van de Brugse stadswacht, Gilles Mostaert, opende de stadspoort en Van Ryhove begaf zich naar het stadhuis, waar hij zich als meester gedroeg. Hij stelde onmiddellijk een Raad van XVIII aan en vernieuwde de stadsmagistraat. Hij bleef in Brugge tot 7 april en werd ziek (vergiftigd dacht hij) naar Gent teruggevoerd.
Van toen af installeerde zich het calvinistisch bestuur in de voornaamste steden van het graafschap Vlaanderen. In Gent traden de predikanten op het publieke forum. Priesters en monniken werden gemolesteerd en op 10 mei 1578 werden kloosters 'gezuiverd' en geplunderd. Op 18 juli werd het bestuur verder op calvinistische leest geschoeid, door het aanstellen van vertrouwde leden van de Hervormde Kerk. De katholieke erediensten werden weldra verboden.

## De tweespalt
Toen Van Hembyse van langsom meer extreme stellingen aankleefde, werd Van Ryhove, onder invloed van Willem van Oranje, voorstander van een meer gematigde koers. Van Hembyse, gevolgd door de calvinistische predikanten, de calvinistische gemeenten en de straat, bleef onverzettelijk in zijn acties tegen de katholieken en weigerde gevolg te geven aan de richtlijnen van Willem van Oranje betreffende de godsdienstvrede. 
Deze beval toen dat men Van Hembyse zou arresteren. Van Ryhove nodigde hem uit in zijn residentie en samen met zijn schoonbroer Roland van Hembyse, echtgenoot van Adrienne van der Kethulle, probeerde hij hem tot redelijkheid te bewegen. Tevergeefs. Een volksoproer kwam op gang en Van Hembyse werd vrijgelaten. Deze daagde nu op zijn beurt Van Ryhove voor het stadsbestuur op beschuldiging onlusten te hebben georganiseerd. Er volgde een schijnbare verzoening. De onrust en de strijd tussen beide facties hield echter aan.
Op verzoek van Van Ryhove kwam Willem van Oranje op 2 december 1578 naar Gent om er de rust te herstellen. Van Hembyse legde zich neer bij de door Oranje opgelegde voorwaarden van vrede en gelijke uitoefening van de beide godsdiensten. Op 16 december 1578 werd de godsdienstvrede afgekondigd. 
De radicalen, geleid door Van Hembyse, legden zich hier maar ogenschijnlijk bij neer en hernamen hun antikatholieke acties. Op 10 maart 1579 begon de jacht op priesters die opnieuw dienstdeden in de aan de katholieken toegewezen kerken, en die kerken werden geplunderd en gesloten. De stadsambtenaren werden verplicht zich tot het calvinisme te bekennen, zo niet werden ze afgedankt. Van Ryhove, steeds gematigder geworden, vreesde te worden gearresteerd en ontvluchtte de stad.
Op 28 juli 1579 organiseerde Van Hembyse een staatsgreep. Hij liet zich herbenoemen als voorschepen en stelde een nieuwe volledig calvinistische stadsmagistraat aan. Het was nochtans deze magistraat die, tegen de zin van Van Hembyse, Willem van Oranje naar Gent uitnodigde. Deze was in nauwe relaties met Van Ryhove, die de stem van de gematigden vertolkte. Op 18 augustus 1579 arriveerde Oranje in Gent. Hij ontsloeg de Commissie van XVIII, alsook Van Hembyse en al wie van hem een ambt had gekregen. Een nieuwe magistraat werd aangesteld. Van Hembyse vluchtte naar Duitsland en nam zijn intrek in het kasteel van Frankenthal, waar voorheen ook Petrus Datheen onderdak had gevonden.

## De gematigde koers
Van Ryhove was voortaan de belangrijkste machthebber in Gent. Op 14 maart 1580 ontving hij de protestantse prins de Condé. Op 7 juli werd door Condé en Van Ryhove een nachtelijke aanval van katholieke troepen afgeslagen. Op 13 augustus verwelkomde hij Willem van Oranje die de vernieuwing van de magistraat kwam voorzitten. Willem benoemde Van Ryhove tot grootbaljuw van Gent.
Van Ryhove stond ook aan het hoofd van de militairen van Gent. Voor de onderhoud van deze soldaten was er heel wat geld nodig. De sommen die hiervoor werden verzameld gaven aanleiding tot geruchten dat Van Ryhove er een gedeelte van in eigen zak stak. Integendeel werd hem door de schepenbanken en de dekens van de stad op 31 mei 1581 een beloning uitgereikt uit dankbaarheid omdat hij Gent had verdedigd en in 1576 had verhinderd dat de stad zou geplunderd worden, zoals men in Antwerpen had gedaan. De beloning bestond uit pensioenen voor het leven, toegekend aan hem en aan zijn vier kinderen.
Stilaan werden militaire vorderingen gemaakt door de troepen van Alexander Farnese, die de tijd gekomen achtte om aan de Gentenaars een verzoening met Spanje voor te stellen. Van Ryhove, trouw aan Oranje, verzette zich tegen zoiets, maar de Gentse magistraat wilde wel onderhandelen. Men moest een vermindering vaststellen van de invloed uitgeoefend door Willem van Oranje en derhalve door Van Ryhove. Hierdoor ontmoedigd trok Van Ryhove zich terug in Dendermonde.

## De radicale republiek
Het stadsbestuur van Gent keerde zich tegen hem en weigerde nog zijn troepenmacht te bezoldigen. Hij werd nog minder gevolgd vanaf het ogenblik dat Willem van Oranje, bevreesd door de vooruitgang van Farnese, zich in de Noordelijke provincies terugtrok. 
Op 14 augustus 1583 werd bij de jaarlijkse vernieuwing van de magistraat, Van Hembyse verkozen als voorschepen. De calvinistische bevolking reageerde enthousiast en de verkozene werd uit zijn Duitse ballingschap teruggeroepen. Willem van Oranje was het met deze gang van zaken niet eens en aan het hoofd van een sterke troepenmacht wilde Ryhove in zijn naam Gent innemen. Toen hij zich aanbood op 20 oktober 1583 bleven de poorten hermetisch dicht en alleen hijzelf werd toegelaten. Hij rekende op zijn vroegere populariteit om het tij te doen keren. Hij richtte zich tot de magistraat met het verzoek trouw te blijven aan Oranje en aan de Staten-Generaal. Het antwoord was negatief. 
Toen Ryhove op 24 oktober 1583 uit Gent wilde vertrekken en zich in Dendermonde wilde terugtrekken, kwam het bericht dat Van Hembyse weer in Gent was. Als goede politicus ging hij hem onmiddellijk welkom wensen. Hij vreesde echter wel dat deze terugkeer niets goeds voorspelde. Toen hij de stad wilde verlaten, werd hem dit door Van Hembyse onmogelijk gemaakt. Terwijl hij afwachtte voor de Muidepoort, ging die onverwacht open en Van Ryhove maakte er gebruik van om spoorslags weg te rijden, zodat de door Van Hambyse besliste aanhouding niet doorging. 
Een onverwachte gebeurtenis deed zich voor op 23 maart 1584. Er werden bewijzen geleverd dat Van Hembyse zich had laten overtuigen om met Farnese samen te werken en hij werd gearresteerd, veroordeeld en in augustus ter dood gebracht.

## Het defaitisme
Gent werd belegerd door de troepen van Farnese, zodat Van Ryhove niet kon profiteren van de dood van Van Hembyse. Hij trok naar Antwerpen om er de vertegenwoordigers van de Staten te ontmoeten. Marnix van Sint-Aldegonde drong aan opdat Van Ryhove zich hoe dan ook bij Gent zou aansluiten, maar deze weigerde, tenzij hem een voldoende sterk leger werd ter beschikking gesteld.
In Gent overheerste het defaitisme en wilde men het liefst tot overgave beslissen. Men stuurde parlementariërs naar Van Ryhove om hem hierover in te lichten. Willem van Oranje deed nog pogingen om hen hiervan af te houden en schreef hen nog in die zin vanuit Delft op 19 juni 1584. Van Ryhove werd wanhopig en trok naar Antwerpen en vervolgens naar de Staten-Generaal in Holland, om er de toestand uit te leggen en militaire hulp te vragen. Hij kreeg slechts vage beloften. Op 10 juli 1584 werd Willem van Oranje vermoord en Van Ryhove trok naar Delft, waar hij bij de begrafenisplechtigheid op 3 augustus de standaard van de prins droeg.
Van Ryhove werd zwaar ziek en bevond zich in levensgevaar. Toen hij aan de beterhand was, vernam hij dat Gent op 17 september in handen van Farnese was gevallen en dat zijn eigendommen en goederen waren verbeurdverklaard. Hij vertrok naar Engeland, in de hoop bij koningin Elisabeth de steun te vinden die hem door de Staten-Generaal niet werd toegezegd. Daar kwam echter niets van.
Hij trok weer naar Holland. Wanneer en waar hij overleed, is onduidelijk. Volgens de enen was dit in Utrecht in 1585 of 1586. Volgens anderen zou hij pas op 14 juni 1592 overleden zijn in Haarlem. De archieven in Gent bewaren een document uit 1610 waaruit moet blijken dat hij op 3 november 1584 in een derde huwelijk trad in Delft met Cornelia Poussens en dat hij op 15 juni 1585 in Utrecht zou overleden zijn.
De la Kethulle ondertekende Franse documenten als la Kethulle en Nederlandse als van der Kethulle. Door zijn tijdgenoten werd hij meestal vernoemd als Ryhove of heer van Ryhove, naar de heerlijkheid gelegen bij Ninove, die hij erfde van zijn tante Marie, kinderloze weduwe van Nicolas van der Helle, heer van Bavichove.
In Gent werd ter herinnering aan hem een straat "Frans van Ryhovelaan" genoemd.